# Tressin
Tressin is een gemeente in het Franse Noorderdepartement (Frans: département du Nord) (regio Hauts-de-France). De gemeente telde op 1 januari 2022 1.390 inwoners en maakt deel uit van het arrondissement Rijsel. Ten oosten van Tressin stroomt de Marque.

## Geografie
De oppervlakte van Tressin bedroeg op 1 januari 2022 1,89 vierkante kilometer; de bevolkingsdichtheid was toen 735,4 inwoners per km².

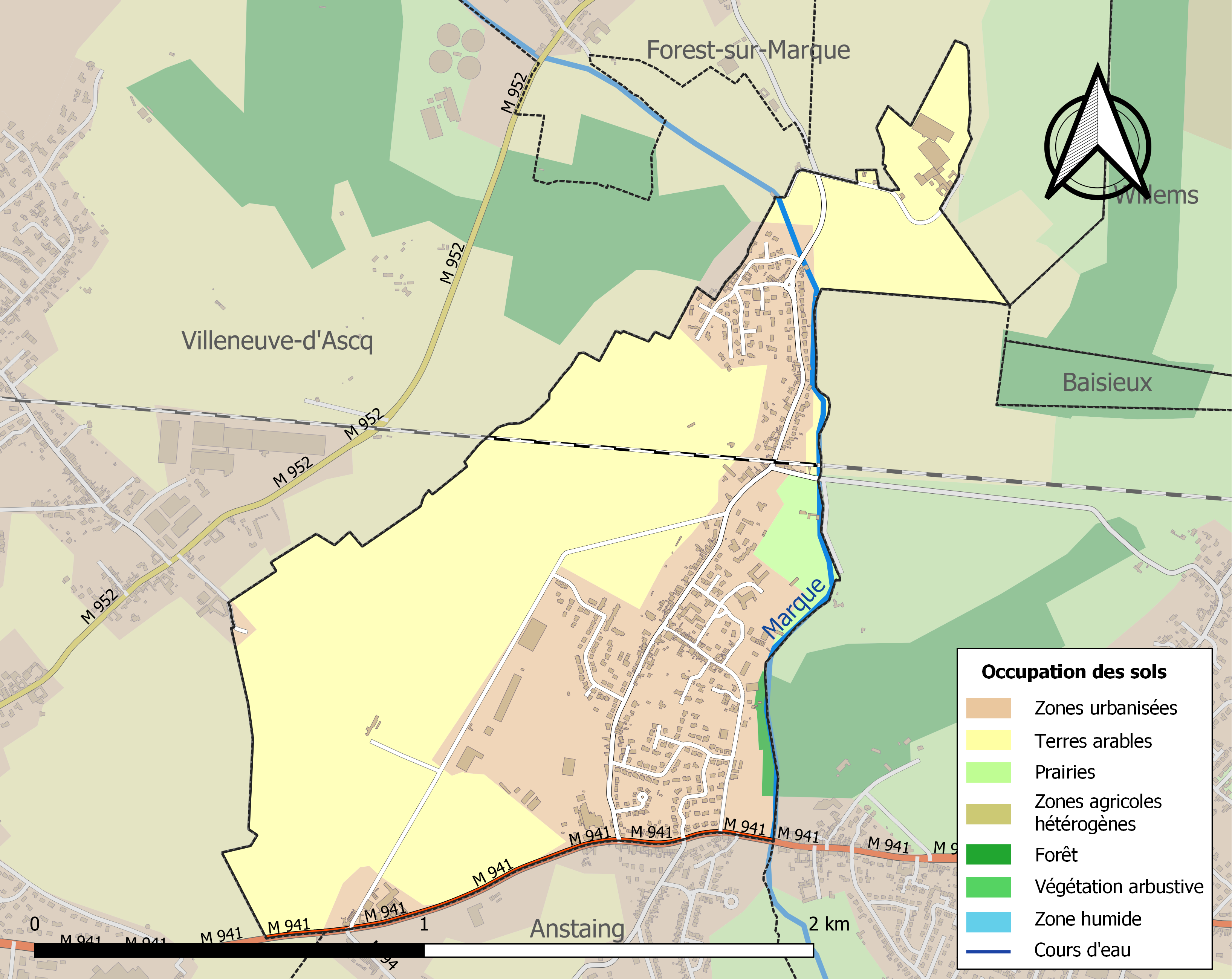
Kaart van de gemeente met belangrijkste infrastructuur, bodemgebruik en omliggende gemeenten

## Bezienswaardigheden
- De Église Saint-Pierre

## Natuur en landschap
Chereng ligt ingeklemd tussen een spoorlijn en de autoweg A27. Ten oosten van Tressin stroomt de Marque in noordelijke richting. De hoogte van Tressin bedraagt 29-33 meter.

## Demografie
Onderstaande figuur toont het verloop van het inwonertal (bron: INSEE-tellingen).

## Verkeer en vervoer
In de gemeente staat het Station Tressin.

## Nabijgelegen kernen
Forest-sur-Marque, Chereng, Anstaing, Villeneuve-d'Ascq